# Kurtziella perryae
Kurtziella perryae är en snäckart som beskrevs av Bartsch och Alfred Rehder 1939. Kurtziella perryae ingår i släktet Kurtziella och familjen kägelsnäckor. Inga underarter finns listade i Catalogue of Life.